# Somerton (Oxfordshire)
Pour les articles homonymes, voir Somerton.
Somerton est une paroisse civile et un village de l'Oxfordshire, en Angleterre.